# Dawid Kujawa (krytyk literacki)
Dawid Kujawa (ur. 1989) – polski krytyk literacki, redaktor, teoretyk.
Zajmuje się najnowszą polską poezją, politycznymi kontekstami historycznych ruchów awangardowych, incydentalnie również krytyczną teorią migracji. W pracy badawczej wykorzystuje przede wszystkim pojęcia z zakresu heterodoksyjnego marksizmu, ontologii politycznej Benedykta Spinozy, schizoanalizy Gilles’a Deleuze’a i Feliksa Guattariego i postoperaistycznych analiz produkcji podmiotowości. W latach 2012–2018 związany był ze Stowarzyszeniem Inicjatyw Wydawniczych i Kwartalnikiem Kulturalnym „Opcje”, a do roku 2017 był redaktorem naczelnym „Opcji 1.1”.
Publikował m.in. w „Przestrzeniach Teorii”, „Śląskich Studiach Polonistycznych”, „Odrze”, „FA-arcie”, „Małym Formacie”, „Praktyce Teoretycznej” i wielu monografiach zbiorowych. Od roku 2016 jest stałym współpracownikiem i redaktorem afiliowanym czasopisma naukowego „Praktyka Teoretyczna”.
W latach 2014–2016 wraz z Moniką Glosowitz przeprowadził szereg rozmów w polskimi poetami i poetkami (m.in. z Kamilem Brewińskim, Konradem Górą, Iloną Witkowską, Tomaszem Bąkiem, Marcinem Czerkasowem, Robertem Rybickim) publikowanych na łamach dwutygodnika kulturalnego „ArtPapier”.
W roku 2016 był współnominowany do wrocławskiej nagrody WARTO za redagowanie Magazynu Literatury i Badań nad Codziennością „Przerzutnia”.

## „Pocałunki ludu. Poezja i krytyka po roku 2000”
W 2021 roku nakładem Korporacji Ha!art opublikował tom eseistyczny zatytułowany „Pocałunki ludu. Poezja i krytyka po roku 2000”, w którym opisał m.in. proces kształtowania się dekonstrukcjonistycznego paradygmatu w polskiej krytyce literackiej początku XXI wieku. Konsekwencją tego zjawiska zdaniem autora był paraliż krytyki literackiej i pominięcie wielu istotnych fenomenów poetyckich – w drugiej części pracy autor analizuje te właśnie fenomeny, poświęcając kolejne rozdziały twórczości Adama Kaczanowskiego, Roberta Rybickiego, Dominika Bielickiego, Dawida Mateusza, Natalii Malek i Miłosza Biedrzyckiego. Tytuł książki zaczerpnięty został z wiersza słoweńskiego autora Tomaža Šalamuna, zatytułowanego Życie poety, w przekładzie Katariny Šalamun Biedrzyckiej.
Recenzując „Pocałunki ludu”, Jakub Skurtys zwrócił uwagę na specyficzny, niestosowany dotąd w polskiej krytyce literackiej słownik autora. Według badacza to dzięki niemu Kujawie – mimo jego marginalnej, pozaakademickiej pozycji – udaje się sprawnie prognozować zmiany w poezji i wskazywać na impulsy, które w szerszej debacie dopiero staną się widoczne. Zdaniem Aleksandra Wójtowicza autora „Pocałunków ludu” wyróżnia erudycja filozoficzna, a w swojej pracy formułuje on wyrazisty program społeczny, przede wszystkim zaś przeprowadza błyskotliwe analizy wierszy, które przejdą do kanonu rodzimej krytyki literackiej.

## Publikacje
- Pocałunki ludu. Poezja i krytyka po roku 2000, Korporacja Ha!art, Kraków 2021.
- Dyskursy gościnności. Etyka współbycia w perspektywie późnej nowoczesności, red. A. Dziadek, M. Glosowitz, D. Kujawa, K. Szopa, Instytut Badań Literackich PAN, Warszawa 2018.
- Możliwe Światy przeciwko reżimowi dywidualności. Skąd wzięła się Nowa Faza i dlaczego może okazać się potrzebna nam wszystkim?, „Wakat” 2018, nr 4.
- Posłowie, w: Robert Rybicki, Podręcznik naukowy dla onironautów (1998–2018), Biuro Literackie, Stronie Śląskie 2018. Współautorzy M. Glosowitz i J. Skurtys.
- Od stawania-się-zwierzęciem do stawania-się-molekularnym. Poezja w ujęciu ekozoficznym, w: Ekokrytyka, red. K. Wojciechowski, WBPiCAK, Poznań 2018.
- Rzesza niezastąpionych najemnych konsumentów (Andrzej Sosnowski, Trawers), „Nowa Dekada Krakowska” 2017, nr 6.
- Trzy dystynkcję. O twórczości Adama Kaczanowskiego i problemach z jej recepcją, „Śląskie Studia Polonistyczne” 2017, nr 2.
- Umknąć pochwyceniu. Co schizoanaliza oferuje teorii migracji?, „Praktyka Teoretyczna” 2016, nr 3.
- Poezja afirmatywna. repetytorium Macieja Taranka, w: Jakieś rozwiązania, red. P. Śliwiński, WBPiCAK, Poznań 2016.
- Językowa materia i sens w poezji Adama Zdrodowskiego, „Przestrzenie Teorii” 2015, nr 24.
- Twórczość poetycka Adama Zdrodowskiego i tradycja XX-wiecznej literatury eksperymentalnej, w: Nowa poezja wobec tradycji, red. S. Buryła, M. Flakowicz-Szczyrba, Instytut Badań Literackich PAN, Warszawa 2015.
- Wideopoezja. Szkice o zjawisku, Stowarzyszenie Inicjatyw Wydawniczych, Katowice 2014.